# Orozimbo Barbosa
Orozimbo Barbosa Puga (Chillán 5 maart 1838 - Placilla de Peñuelas 28 augustus 1891) was een Chileens generaal en politicus.

## Biografie
Hij nam in 1856 dienst in het Chileense leger. In 1858 werd hij bevorderd tot eerste luitenant. Hij nam deel aan het neerslaan van de revolutie van 1859 en vanwege zijn verdiensten volgde in datzelfde jaar zijn bevordering tot kapitein. Nadien nam hij deel aan diverse expedities tegen de inheemse bevolking in de binnenlanden van Chili. In juli 1869 werd hij benoemd tot gouverneur van La Imperial; een maand later bereikte hij de rang van luitenant-kolonel. In 1876 werd hij bevorderd tot kolonel.
Barbosa nam deel aan de diverse veldslagen tijdens de Salpeteroorlog (1879-1883). Na de verovering van Lima, de hoofdstad van Peru, werd hij benoemd tot inspecteur van het leger (1881). Na de oorlog was hij militair commandant van de stad Valdivia (1884-1887) en in 1887 werd hij bevorderd tot brigadegeneraal. In 1891 werd hij in de Senaat gekozen. 
In 1891, bij het uitbreken van de Burgeroorlog was hij militair commandant van de hoofdstad Santiago. Hij koos ervoor om trouw te blijven aan de regering van president José Manuel Balmaceda die hem tot opperbevelhebber van het regeringsleger benoemd had met de rang van divisie-generaal. 

### Chileense Burgeroorlog: Slachting bijLo Cañas

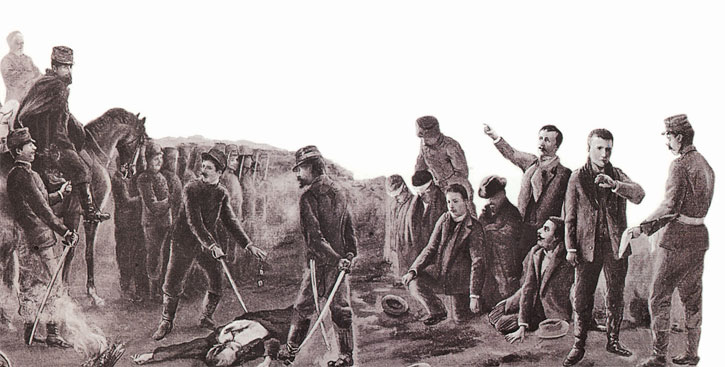
Slachting bij Lo Cañas

Generaal Barbosa en diens adjudant, Enrique Baeza Yávar, waren verantwoordelijk voor de slachting van (merendeels) jonge rebellen (van gegoede komaf) op het landgoed Lo Cañas net buiten Santiago op 17 augustus 1891. Het landgoed, dat behoorde tot een van de leiders van rebellie, Carlos Walker Martínez (die overigens afwezig was), waar men operaties tegen het regeringsleger beraamde (het ontregelen van de infrastructuur, verrassingsaanvallen etc.), werd omsingeld door het regeringsleger en de militairen doodden een groot deel van de rebellen met geweervuur. Toen de munitie op begon te raken stak men op de rebellen in met bajonetten en sabels. De gevangenen moesten naar Santiago marcheren, maar president Balmaceda en generaal Barbosa gaven opdracht de gevangen terug te brengen naar Lo Cañas. Terug op het landgoed bereikte hen het vonnis dat de krijgsraad een aantal van de rebellen ter dood had veroordeeld (20 augustus). Zij - maar ook anderen - werden echter op verschrikkelijke wijze doodgemarteld. Hun lichamen werden op karren gelegd en naar Santiago gebracht. Identificatie bleek onmogelijk, omdat hun lichamen te ernstig waren toegetakeld. De overlevenden werden opgesloten in de gevangenis. Zij kwamen na de overwinning van de rebellen vrijgelaten. De rol van generaal Barbosa in de slachting is nooit opgehelderd.

### Dood

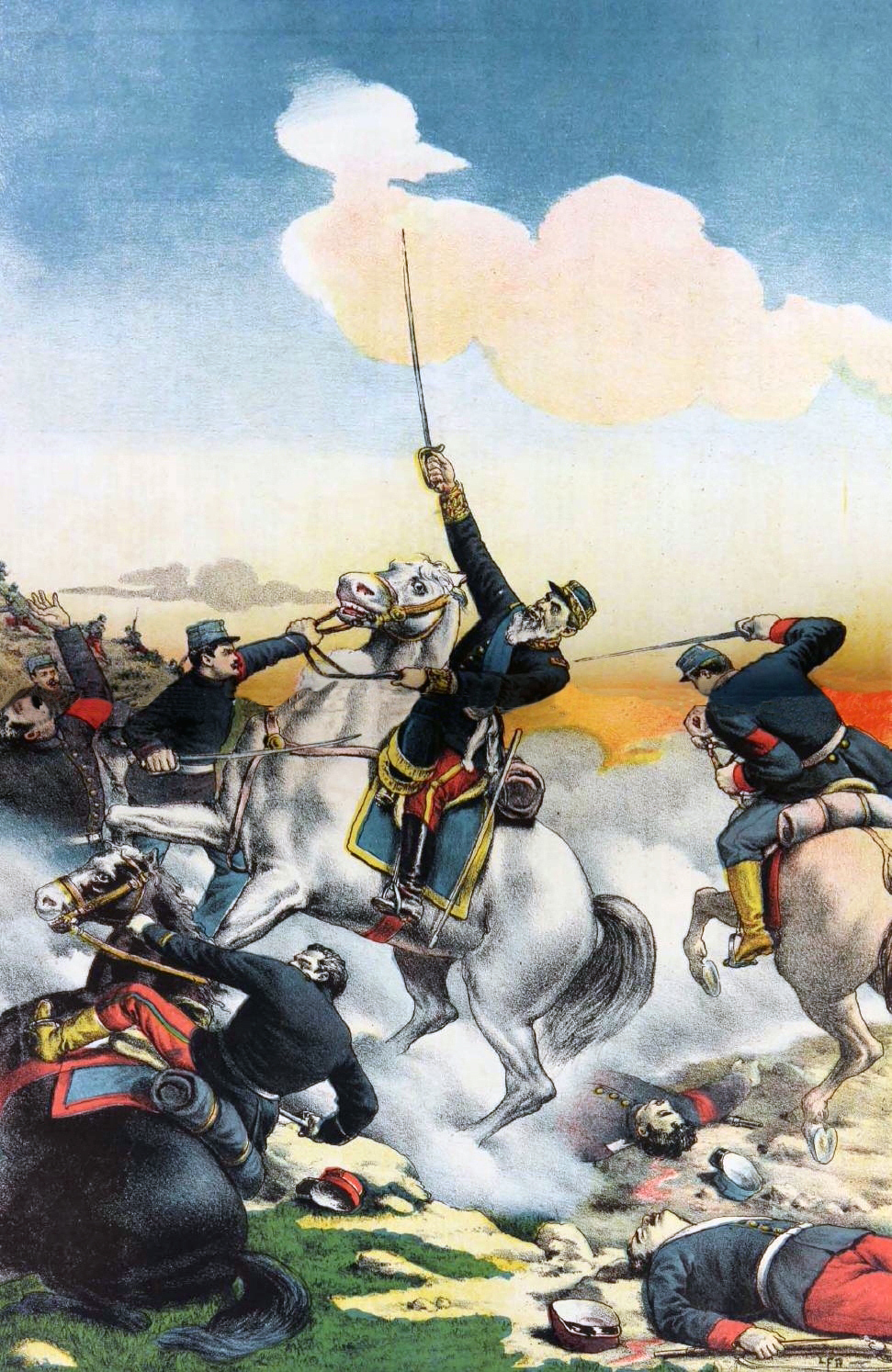
De dood van generaal Barbosa (La Lira Chilena, 1906)

Op 21 augustus leed het regeringsleger onder bevel van Barbosa bij de slag bij Concón een verpletterde nederlaag. Barbosa en een restant van zijn leger wisten echter te ontkomen en hergroepeerden. Barbosa, wiens gezondheidstoestand sterk achteruit ging vanwege zijn diabetes, had nog amper de kracht om de slag bij Placilla, vlak buiten Valparaíso, te leiden. De mannen van Barbosa moest het onderspit delven tegen het rebellenleger en leden wederom een enorme nederlaag. Barbosa trachtte met enkele loyale officieren en zijn lijfwacht terug te trekken naar Valparaíso, maar werden omsingeld door de cavalerie van de rebellen. Tijdens het gevecht dat hierop volgde werden Barbosa en zijn mannen - w.o. brigadegeneraal José Miguel Alcérreca - op brute wijze gedood. Het ontzielde lichaam van Barbosa werd ontkleed en in het veroverde Valparaíso tentoongesteld. 
Op 29 oktober 1922 werden de stoffelijke overschotten van Barbosa en Alcérreca opgegraven op het kerkhof van Valparaíso en na een plechtige mis in de kathedraal van Santiago (Catedral Metropolitana de Santiago) begraven op de algemene begraafplaats van Santiago.

## Familie

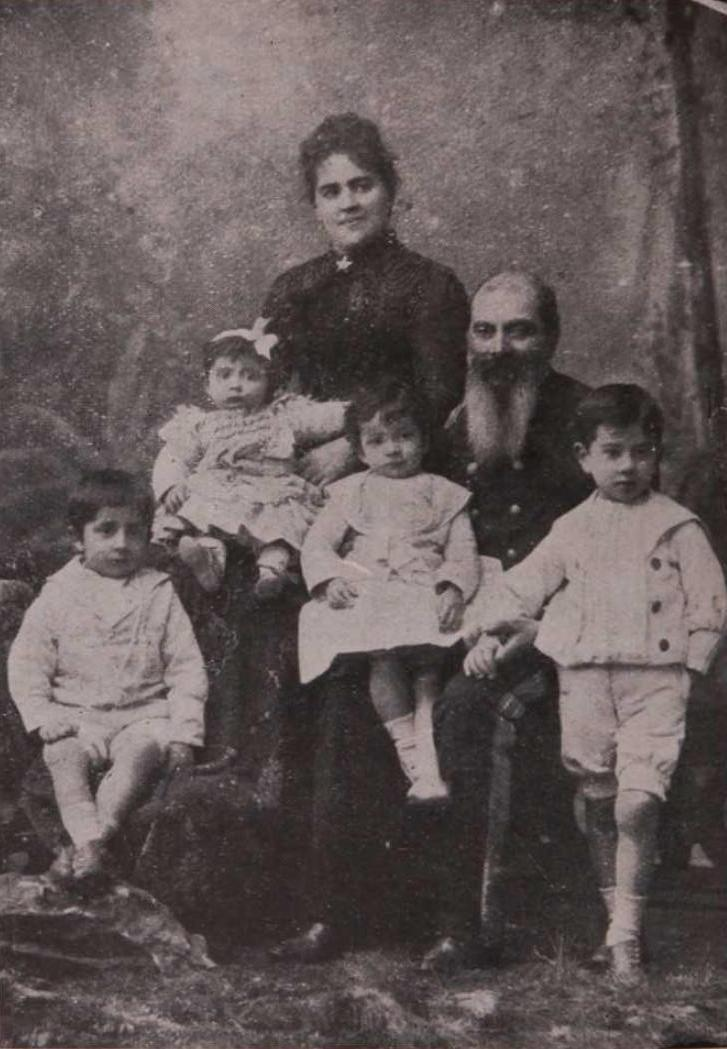
Het gezin Barbosa in 1891

Hij was getrouwd met Corina Baeza Yávar en had twee zonen die de volwassen leeftijd bereikten: Enrique (1882-1976), afgevaardigde voor de PLD en Alberto (1885-†onbekend).